# Ronnie Nolan
Ronald Nolan, meglio noto come Ronnie (Dublino, 30 settembre 1933 – 22 giugno 2023), è stato un calciatore irlandese, di ruolo difensore.

## Carriera

### Club
Nella rosa della prima squadra del Shamrock Rovers dal 1952, Nolan vinse nella sua militanza con i Rovers, protrattasi sino al 1968, quattro campionati e otto coppe d'Irlanda. Con i Rovers partecipa anche a tre edizioni della Coppa Campioni, 1957-1958, 1959-1960 e 1964-1965, venendo eliminato con il suo club sempre al primo turno. 
Oltre ai titoli in campionato e coppa Nolan con i Rovers vinse nove League of Ireland Shield, sette Dublin City Cup e sei Leinster Senior Cup.
Con i Rovers, nell'estate 1967, Nolan disputò il campionato nordamericano organizzato dalla United Soccer Association: accadde infatti che tale campionato fu disputato da formazioni europee e sudamericane per conto delle franchigie ufficialmente iscritte al campionato, che per ragioni di tempo non avevano potuto allestire le proprie squadre. Lo Shamrock rappresentò i Boston Rovers, e chiuse al sesto ed ultimo posto della Eastern Division, con 2 vittorie, 3 pareggi e 7 sconfitte, non qualificandosi per la finale (vinta dai Los Angeles Wolves, rappresentati dai Wolverhampton).
Nel 1969 Nolan passa al Bohemians con cui vince la FAI Cup 1969-1970.

### Nazionale
Ha giocato dieci incontri con la nazionale dell'Irlanda nel 1956 al 1962.

#### Cronologia presenze e reti in Nazionale
| Cronologia completa delle presenze e delle reti in nazionale ― Irlanda | Cronologia completa delle presenze e delle reti in nazionale ― Irlanda | Cronologia completa delle presenze e delle reti in nazionale ― Irlanda | Cronologia completa delle presenze e delle reti in nazionale ― Irlanda | Cronologia completa delle presenze e delle reti in nazionale ― Irlanda | Cronologia completa delle presenze e delle reti in nazionale ― Irlanda | Cronologia completa delle presenze e delle reti in nazionale ― Irlanda | Cronologia completa delle presenze e delle reti in nazionale ― Irlanda |
| Data                                                                   | Città                                                                  | In casa                                                                | Risultato                                                              | Ospiti                                                                 | Competizione                                                           | Reti                                                                   | Note                                                                   |
| ---------------------------------------------------------------------- | ---------------------------------------------------------------------- | ---------------------------------------------------------------------- | ---------------------------------------------------------------------- | ---------------------------------------------------------------------- | ---------------------------------------------------------------------- | ---------------------------------------------------------------------- | ---------------------------------------------------------------------- |
| 3-10-1956                                                              | Dublino                                                                | Irlanda                                                                | 2 – 1                                                                  | Danimarca                                                              | Qual. Mondiali 1958                                                    | -                                                                      |                                                                        |
| 25-11-1956                                                             | Dublino                                                                | Irlanda                                                                | 3 – 0                                                                  | Germania                                                               | Amichevole                                                             | -                                                                      |                                                                        |
| 19-5-1957                                                              | Dublino                                                                | Irlanda                                                                | 1 – 1                                                                  | Inghilterra                                                            | Qual. Mondiali 1958                                                    | -                                                                      |                                                                        |
| 11-5-1958                                                              | Chorzów                                                                | Polonia                                                                | 2 – 2                                                                  | Irlanda                                                                | Amichevole                                                             | -                                                                      |                                                                        |
| 30-3-1960                                                              | Dublino                                                                | Irlanda                                                                | 2 – 0                                                                  | Cile                                                                   | Amichevole                                                             | -                                                                      |                                                                        |
| 11-5-1960                                                              | Düsseldorf                                                             | Germania                                                               | 0 – 1                                                                  | Irlanda                                                                | Amichevole                                                             | -                                                                      |                                                                        |
| 18-5-1960                                                              | Malmö                                                                  | Svezia                                                                 | 4 – 1                                                                  | Irlanda                                                                | Amichevole                                                             | -                                                                      |                                                                        |
| 8-10-1961                                                              | Dublino                                                                | Irlanda                                                                | 1 – 3                                                                  | Cecoslovacchia                                                         | Qual. Mondiali 1962                                                    | -                                                                      |                                                                        |
| 29-10-1961                                                             | Praga                                                                  | Cecoslovacchia                                                         | 7 – 1                                                                  | Irlanda                                                                | Qual. Mondiali 1962                                                    | -                                                                      |                                                                        |
| 2-9-1962                                                               | Reykjavík                                                              | Islanda                                                                | 1 – 1                                                                  | Irlanda                                                                | Qual. Euro 1964                                                        | -                                                                      |                                                                        |
| Totale                                                                 |                                                                        | Presenze                                                               | 10                                                                     |                                                                        | Reti                                                                   | 0                                                                      |                                                                        |

## Palmarès

### Club
- Campionato irlandese: 4

Shamrock Rovers: 1953-1954, 1956-1957, 1958-1959, 1963-1964
- Coppa d'Irlanda: 9

Shamrock Rovers: 1954-1955, 1955-1956, 1961-1962, 1963-1964, 1964-1965, 1965-1966, 1966-1967, 1967-1968
Bohemians: 1969-1970
- League of Ireland Shield: 9

Shamrock Rovers: 1954-1955, 1955-1956, 1956-1957, 1957-1958, 1962-1963, 1963-1964,  1964-1965, 1965-1966, 1967-1968
- Dublin City Cup: 7

Shamrock Rovers: 1952-1953, 1954-1955, 1956-1957, 1957-1958, 1959-1960, 1963-1964, 1966-1967
- Leinster Senior Cup: 6

Shamrock Rovers: 1953, 1955, 1956, 1957, 1958, 1964